# Jean Hallet
Jean Hallet (Luik, 10 november 1928 - Lasne, 19 juni 2021) was een Belgisch bestuurder. Hij stond bijna 30 jaar aan het hoofd van het Landsbond der Christelijke Mutualiteiten.

## Biografie
Jean Hallet studeerde economische wetenschappen aan de Université de Liège. Hij begon als kabinetsmedewerker, maar was een groot deel van zijn carrière bij het Landsbond der Christelijke Mutualiteiten actief, waar hij van 1961 tot 1964 directieassistent was, van 1964 tot 1976 Franstalig secretaris-generaal, van 1976 tot 1991 secretaris-generaal en van 1991 tot 1993 voorzitter. Hij werd als voorzitter door Marc Justaert opgevolgd. Na zijn pensioen was hij tot 2003 voorzitter van de Union chrétienne des pensionnés (later Enéo), de seniorenbeweging van de CM.
Hij was van 1973 tot 1985 voorzitter van de raad van bestuur van de Radio-Télévision belge de la Communauté française (RTBF), van 1982 tot 1997 voorzitter van de raad van bestuur van de Université catholique de Louvain en van 1993 tot 2002 de eerste voorzitter van het Centrum voor Gelijkheid van Kansen. Ook was hij tot 2002 voorzitter van de PSC-studiedienst Cepess, bestuurder van de Algemene Spaar- en Lijfrentekas en voorzitter van de gemeentelijke adviesraad voor senioren in zijn woonplaats Lasne. In 1959 was hij medeoprichter van het Institut des arts de diffusion.